# Tabula patronatus

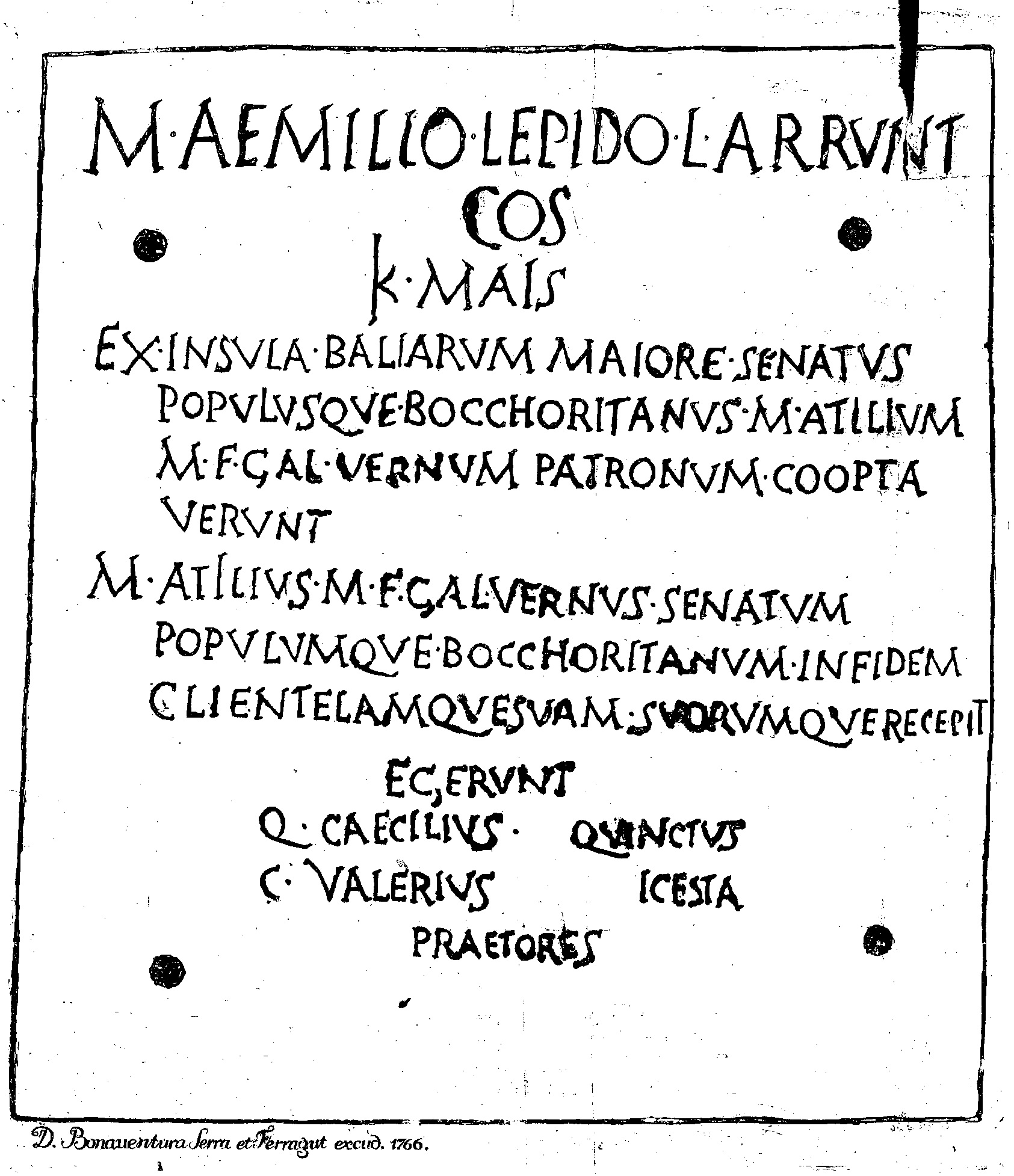
Una tabula patronatus de Bocchorus (6 d. C.).

Las tabulae patronatus eran tablas, especialmente elaboradas en bronce y destinadas a exhibirse en público, donde se establecía un tratado de patronato según el derecho romano. De esta forma, una población indígena se sometía a la tutorización de un cargo político residente en Roma, en un ambivalente tratado de lealtad y protección. Tras el fallecimiento de un patrono, era posible la renovación del acuerdo con otro agente a través de otra tabula. Se conocen cinco en Hispania: dos encontradas en Bocchorus/Bocchoris (10 a. C./6 d. C.), otra en Sasamón (239 d. C.), una con frontón en Cañete de las Torres (247 d. C.) y una última en Córdoba (349 d. C.). Una inscripción hallada en Roma del año 222 d. C. hace referencia al patronato de Clunia Sulpicia.